# الملايو في إندونيسيا
الملايو في إندونيسيا (بالإندونيسية: Orang Melayu Indonesia)‏(بالجاوية: اورڠ ملايو ايندونيسيا)‏ هم عرقية ملايوية تعيش على طول إندونيسيا. هم أحد الشعوب الأصلية في البلاد.